# Paralygris delecta
Paralygris delecta là một loài bướm đêm trong họ Geometridae.